# Булатович Олександр Ксаверійович
Олександр Ксаверійович Булатович  (ієросхимонах Антоній; 8 жовтня 1870, Орел — 5 грудня 1919, Луциківка) — військовик Російської імперії, вчений та релігійний діяч. Дослідник Ефіопії. Лідер руху у православ'ї — «ім'яслав'я». Капелан під час Першої світової війни.

## Біографія
Народився 26 вересня [8 жовтня] 1870 в місті Орлі у дворянській сім'ї. Батько — генерал-майор Ксаверій Вікентійович Булатович, зі спадкових дворян Гродненської губернії, помер близько 1873 року. 3 листопада 1872 року Булатовичі були внесені Харківськими шляхетськими депутатськими зборами у другу частину шляхетської родовідної книги Харківської губернії . Мати — Євгенія Андріївна (до шлюбу Альбрандт), 1848 року народження, залишилася після смерті чоловіка з трьома дітьми: Олександром і двома його сестрами (Марією та Єлизаветою).
Дитинство пройшло в багатому маєтку Луциківка, Марківської волості, Лебединського повіту, Харківської губернії. У 1884 році він разом з матір'ю переїхав до Санкт-Петербурга.
Олександр Ксаверійович навчався в Олександрівському Ліцеї (1884—1891), який закінчив серед найкращих випускників. Після закінчення ліцею 1 травня 1891 року вступив до цивільної служби в чині титулярного радника, у власну його величності канцелярію по відомству установ імператриці Марії, яка керувала навчальними та благодійними установами. Незабаром Олександр Ксаверійович подав прохання про видачу йому на руки документів і вступив до військової служби: 28 травня 1891 року був зарахований «рядовим» на правах однорічника в лейб-гвардії Гусарський полк. 16 серпня 1892 року, отримав перший офіцерський чин — корнет.
У 1896 році Булатович був включений в члени російської місії Червоного Хреста в Ефіопії (Абісинії), де він став довіреною особою негуса Менеліка II.
Здійснив у квітні 1896 року, як кур'єр, легендарний пробіг на верблюдах з Джибуті до Хареру, подолавши відстань понад 350 верст по гористій пустелі за 3 доби і 18 годин, що на 6-18 годин швидше, ніж професійні кур'єри. Як про це описано в книзі Булатовича, в кінці цього шляху його тепло зустрів і надав допомогу Микола Леонтьєв.
У 1897—1899 роках став військовим помічником негуса Менеліка II за часів війні з Італією, а також при сутичках з південними племенами. Брав участь у війні з королівством Каффа, був підпорядкований расу (генералу) Вальді Георгісу. Була захоплена столиця королівства Андрачі та взятий у полон король Тченіто (Кенніто, а також Гака Сероко).
Булатович — перший європеєць, який перетнув з кінця в кінець Каффу (зараз — провінція Ефіопії). Згодом склав перший науковий опис Каффи. Він також став другим європейцем, який виявив гирло річки Омо.
У Росії місія Булатовича була високо оцінена: він отримав срібну медаль від Російського географічного товариства за роботи з Ефіопії (1899). Йому також було надано військовий чин поручника лейб-гвардії Гусарського полку.
Микола Гумільов з дитинства захоплювався ефіопськими експедиціями Булатовича і був першим, хто зміг повторити ефіопський маршрут Булатовича.
23 червня 1900 року за особистою вказівкою імператора Миколи II Головному штабу, Булатович був направлений в Порт-Артур у розпорядження командувача військами Квантунської області. Потім він спрямований в загін генерала Миколи Олександровича Орлова, що діяв уздовж Китайсько-Східної залізниці. Брав участь у придушенні Боксерського повстання. 18 липня 1900 загін Булатовича увійшов до Хайлару, захоплений до цього повстанцями, і дві доби утримував його до підходу основних сил. Після взяття Хайлару загін генерала Орлова рушив до Хінганського перевалу. У ніч на 8 серпня Булатович особисто керував розвідкою ворожих позицій, а потім сміливим обхідним маневром вийшов противнику в тил. Після жорстокої сутички китайці відступили. 135 забайкальських козаків отримали за цей бій Георгіївські хрести, а сам Булатович — орден Володимира 4-го ступеня. Ватажок китайських військ Шоу Шань незабаром після поразки покінчив із собою.
8 червня 1901 року Булатович повернувся в полк. Там він через місяць був призначений командувати 5-м ескадроном. 14 квітня 1902 зроблений ротмістром. Закінчив прискорений курс 1-го Військового Павлівського училища.
18 грудня 1902 року Олександр Ксаверійович був звільнений від командування ескадроном. З 27 січня 1903 року звільнився в запас за «сімейними обставинами».

## Постриження
У 1903 році після розмови з Іваном Кронштадським він пішов з армії і став ченцем (пізніше ієросхимонахом) Свято-Пантелеймонова монастиря на Афоні у Греції (Константинопольський патріархат). Пізніше він знову відвідав Ефіопію і спробував заснувати там монастир.
Був пострижений у чернецтво з ім'ям Антоній і став відомий як ієромонах Антоній Булатович.

## Лідер ім'яслав'я

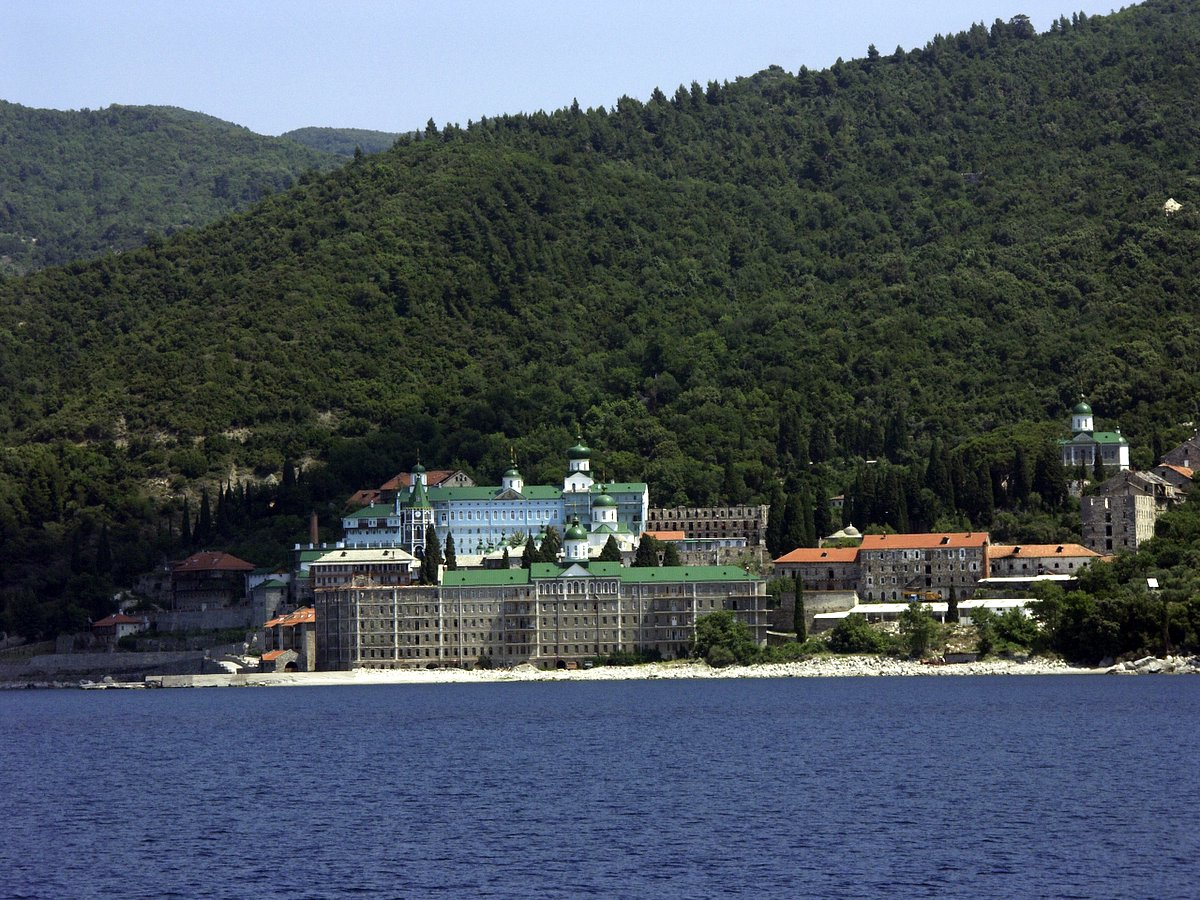
Свято-Пантелеймонів монастир

Ім'яслав'я — містична течія серед частини монахів Афону (переважно вихідців з Російської імперії). Поширилася на початку ХХ сторіччя. У 1913 році воно було засуджене як єретичне Синодом РПЦ.
Коли на Афоні почалися ім'яславні суперечки, Антоній (Булатович) спершу не брав участі в них. У 1912 році ігумен Андріївського скиту Ієронім попросив його, скласти думку про книгу «На горах Кавказу», написаної схимонахом Іларіоном, яка і стала причиною багатьох суперечок.
Антоній спочатку вирішив, що положення ім'яславних «Ім'я Боже є Бог» помилкове і навіть написав листа самому автору книги. Пізніше він знайшов ім'яславчеське положення в книзі Івана Кронштадського «Моє життя у Христі», яку той дав в Булатовичу, за часів послуху. Після цього Антоній спалив свій лист Іларіону, сказав ігумену Ієронімові, що в його книзі немає ніякої єресі і незабаром став одним з лідерів ім'яслав'я.
У березні 1913 року за дорученням братії Андріївського скиту Антоній виїхав з Афону в Санкт-Петербург для роз'яснення вчення і позицій ім'яслав'я. Їм було видано декілька богословських книг, також в нього була зустріч з імператором Миколою II.
У травні 1913 року ім'яслав'я було засуджене Синодом РПЦ як єретичне, а Вселенський патріарх Герман V (1913—1918) назвав його пантеїзмом
4 червня (в деяких джерелах вказано 5 червня) 1913 року до Афону прибула канонерка « Донець», на борту якої прибули з Росії богослови, щоб заспокоїти монахів. 11 червня прибув пароплав «Цар», з російським військовим підрозділом. 3 липня до Афону підходить пароплав «Херсон», з імперськими вояками, перед якими було поставлене завдання видворити монахів. Після того, як імперцями був взятий Свято-Пантелеймонів монастир, майже усіх монахів було вислано до Одеси.

Після допитів у Одесі, частина монахів було відправлено до в'язниць, частина позбавлені сану та вислані в різні губернії. Булатовича було вислано до його родового маєтку у Луцинівку.

## Перша світова війна
З початком Першої світової війни неодноразово виказував бажання приєднатися до війська, поки 28 серпня не отримав дозвіл прибути до діючої армії як капелан. Його було нагороджено наперсним хрестом на георгіївській орденській стрічці.
Протягом 1916—1919 років мешкав у Луциківці в маєтку матері. Був убитий бандитами в ніч з 5 на 6 грудня 1919 року, захищаючи від пограбування невідому жінку. Похований у Луциківці.

## Пам'ять
- У 1949 році на його могилі встановлений надгробний пам'ятник — дерев'яний чотиригранний обеліск, а могила огорожена дерев'яним парканом[4].
- 6 вересня 2003 року його мощі в священницькому облаченії були обретені. У чині обретенія брали участь ієромонах Сімеон (Гагатик) — нині архімандрит Охтирського Свято-Троїцького монастиря і отець Володимир (Петренко Володимир Федорович, парафійний сільський священик УПЦ)[5].
- 23 серпня 2009 року на могилі встановлено гранітний хрест.
- У 2012 році біля могили поставили новий паркан і відремонтували капличку.

## Нагороди
- Орден Святої Анни 2-го ступеню з мечами;
- Орден Святого Володимира 4-го ступеню з мечами та бантом;
- Орден Почесного легіону (за порятунок з полону французького місіонера Лавес'єра під час придушення «повстання боксерів» в 1900 році);
- Вища військова нагорода Ефіопії при Негусу Менеліку II — золотий щит і шабля, подаровані расом (генералом) Вальдою Георгісом;
- Наперсний хрест на георгіївській орденській стрічці.
- Срібна медаль від Російського географічного товариства

## В художній літературі
- Валентин Пікуль робить О. К. Булатовича героєм історичної мініатюри «Гусар на верблюді»;
- Ільф і Петров використали біографію О. К. Булатовича для створення вигаданої історії про гусара-схимника Буланова, яку розповідає герой роману «Дванадцять стільців» Остап Бендер;
- Іван Сергійович Соколов-Микитов в оповіданні «На мармуровому березі», згадує про доставленого з Афону до Одеси Булатовича;
- Книга Річарда Зельтцера "Им"я героя" (Richard Seltzer «The Name of Hero») видавництво «Tarcher/Houghton Mifflin» Лос-Анжелес, США, у 1981 році.

## Труди
- От Ентото до ріки Баро. Звіти про подорож в Південно-Західній області Ефіопської Імперії в 1896—1897 рр. СПб., 1897.
- З Абісинії через країну Каффа на озеро Рудольфа. Известия Російського Географічного Товариства, № 35-36 (1899) С. 259—283.
- З військами Менеліка II (щоденник походу з Ефіопії до озера Рудольфа). СПб., 1900; М., Глав. ред. сх. літ., 1971.
- Апологія віри в Ім'я Боже і в Ім'я Ісус [Архівовано 7 лютого 2016 у Wayback Machine.]. М., 1913.
- Про віру [Архівовано 4 березня 2016 у Wayback Machine.]
- Прохання в Правлячий Синод [Архівовано 7 лютого 2016 у Wayback Machine.]. СПб., 1913.
- Афонський розгром. Церковне безсилля [Архівовано 4 березня 2016 у Wayback Machine.]. СПб.,: «Дим Вітчизни», 1913.
- Коріння ім'яборчества [Архівовано 8 березня 2016 у Wayback Machine.]
- Православна Церква про шанування Імені Божого і про Молитві Ісусової. Пг., 1914..
- Моя думка у Христі. Про діяльність (енергії) Божества [Архівовано 4 березня 2016 у Wayback Machine.]. Пг., 1914.
- Моя боротьба з ім'яборцямі на Святій Горі [Архівовано 4 березня 2016 у Wayback Machine.]. Пг., 1917
- Виправдання віри в Непереможне, Незбагненне, Божественне Ім'я Господа нашого Ісуса Христа. Пг., 1917.
- Історія афонській смути. Вип. 1. Пг., 1 917.
- Афонська справа. Пг., 1917.